# Geneva Open 2021
Giải quần vợt Geneva Mở rộng 2021 (được tài trợ bởi Gonet) là một giải quần vợt nam thi đấu trên mặt sân đất nện ngoài trời. Đây là lần thứ 18 Giải quần vợt Geneva Mở rộng được tổ chức và là một phần của ATP Tour 250 trong ATP Tour 2021. Giải đấu diễn ra tại Tennis Club de Genève ở Geneva, Thụy Sĩ, từ ngày 15 tháng 5 đến ngày 22 tháng 5 năm 2021.

## Điểm và tiền thưởng

### Phân phối điểm
| Sự kiện | VĐ  | CK  | BK | TK | Vòng 1/16 | Vòng 1/32 | Q  | Q2 | Q1 |
| Đơn     | 250 | 150 | 90 | 45 | 20        | 0         | 12 | 6  | 0  |
| Đôi     | 250 | 150 | 90 | 45 | 0         | —         | —  | —  | —  |

### Tiền thưởng
| Sự kiện | VĐ      | CK      | BK      | TK      | Vòng 1/16 | Vòng 1/32 | Q2     | Q1     |
| Đơn     | €41,145 | €29,500 | €21,000 | €14,000 | €9,000    | €5,415    | €2,645 | €1,375 |
| Đôi*    | €15,360 | €11,000 | €7,250  | €4,710  | €2,760    | —         | —      | —      |

*mỗi đội

## Nội dung đơn

### Hạt giống
| Quốc gia | Tay vợt          | Xếp hạng1 | Hạt giống |
| -------- | ---------------- | --------- | --------- |
| SUI      | Roger Federer    | 8         | 1         |
| CAN      | Denis Shapovalov | 14        | 2         |
| NOR      | Casper Ruud      | 16        | 3         |
| BUL      | Grigor Dimitrov  | 17        | 4         |
| CHI      | Cristian Garín   | 22        | 5         |
| ITA      | Fabio Fognini    | 28        | 6         |
| FRA      | Benoît Paire     | 35        | 7         |
| FRA      | Adrian Mannarino | 36        | 8         |

- Bảng xếp hạng vào ngày 10 tháng 5 năm 2021.[3]

### Vận động viên khác
Đặc cách:
- Grigor Dimitrov
- Arthur Cazaux
- Dominic Stricker

Vượt qua vòng loại:
- Marco Cecchinato
- Pablo Cuevas
- Ilya Ivashka
- Henri Laaksonen

Thua cuộc may mắn:
- Daniel Altmaier

### Rút lui
Trước giải đấu
- Alexander Bublik → thay thế bởi  Tennys Sandgren
- Borna Ćorić → thay thế bởi  Feliciano López
- Alejandro Davidovich Fokina → thay thế bởi  Thiago Monteiro
- Alex de Minaur → thay thế bởi  Jordan Thompson
- Cristian Garín → thay thế bởi  Daniel Altmaier
- Filip Krajinović → thay thế bởi  Salvatore Caruso
- Jan-Lennard Struff → thay thế bởi  Fernando Verdasco

### Bỏ cuộc
- Stefano Travaglia

## Nội dung đôi

### Hạt giống
| Quốc gia | Tay vợt       | Quốc gia | Tay vợt       | Xếp hạng1 | Hạt giống |
| -------- | ------------- | -------- | ------------- | --------- | --------- |
| AUT      | Oliver Marach | CRO      | Mate Pavić    | 31        | 1         |
| AUS      | John Peers    | NZL      | Michael Venus | 42        | 2         |
| RSA      | Raven Klaasen | JPN      | Ben McLachlan | 65        | 3         |
| IND      | Rohan Bopanna | CRO      | Franko Škugor | 73        | 4         |

- Bảng xếp hạng vào ngày 10 tháng 5 năm 2021.

### Vận động viên khác
Đặc cách:
- Arthur Cazaux /  Li Hanwen
- Marc-Andrea Hüsler /  Dominic Stricker

### Rút lui
Trước giải đấu
- Alex de Minaur /  Jordan Thompson → thay thế bởi  Nathaniel Lammons /  Jackson Withrow
- Wesley Koolhof /  Jean-Julien Rojer → thay thế bởi  Marin Čilić /  Andrey Golubev
- Nicholas Monroe /  Reilly Opelka → thay thế bởi  Nicholas Monroe /  Benoît Paire
- Rajeev Ram /  Joe Salisbury → thay thế bởi  Pablo Cuevas /  Guido Pella

## Nhà vô địch

### Đơn
- Casper Ruud đánh bại  Denis Shapovalov, 7–6(8–6), 6–4

### Đôi
- John Peers /  Michael Venus đánh bại  Simone Bolelli /  Máximo González, 6–2, 7–5